# Novosadski muftiluk
Novosadski muftiluk, muftijstvo je Mešihata Islamske zajednice u Srbiji koje djeluje na području Vojvodine. Sjedište muftijstva je u Novom Sadu. Trenutačni muftija je Fadil Murati.

## Organizacija
Muftiluk je podijeljen u četiri medžlisa: Novi Sad, Beočin, Subotica i Zrenjanin, koji su dalje podijeljeni na džemate. Džemati čine najmanje organizacione jedinice Islamske zajednice. 
U Vojvodini živi oko 50.000 muslimana i stanuju u svim dijelovima Vojvodine. Na prostoru Medžlisa Islamske zajednice Subotica živi oko 10.000 muslimana. Oko 20.000 muslimana živi u Novom Sadu i imaju svoj objekt koji može primiti oko 250 vjernika. Namjeravaju da otkupe jedan stan u neposrednoj blizini objekta kako bi stekli uvjete za izgradnju islamskog centra za koji su od nadležnih vlasti dobili potrebne dozvole.

## Muftije
| #  | Ime i prezime        | Mandat započeo | Mandat završen | Napomene |
| -- | -------------------- | -------------- | -------------- | -------- |
| 1. | Rešad ef. Plojović   | 1991.          | (nepoznato)    |          |
| 2. | Fadil ef. Murati     | (nepoznato)    | 2020.          |          |
| 3. | Nedžad ef. Hasanović | 2020.          | Trenutačno     |          |

## Vjerski objekti
Na teritoriji muftiluka postoje sljedeći islamski objekti:
- Mesdžid na Adamovićevom Naselju u Novom Sadu, postoji od 1979. godine,
- Mesdžid u Subotici, postoji od 2001. godine,
- Mesdžid u Velikom Ritu u Novom Sadu, postoji od 2005. godine,
- Mesdžid u Beočinu, postoji od 2006. godine,
- Muhadžir džamija u Subotici, sagrađena 2008. godine.

## Vanjske poveznice
- Službene stranice Novosadskog muftijstva[neaktivna poveznica]
- Islamska zajednica u Vojvodini  Arhivirana inačica izvorne stranice od 2. veljače 2011. (Wayback Machine)